# Pacséry Ágoston
Pacséry Ágoston (Nagybecskerek, 1903. március 3. – Budapest, 1977. június 10.) ügyelő, színházi és filmrendező, színész.

## Életpályája
1923–1926 között a Színművészeti Akadémia hallgatója volt. 1927–1935 között a Nemzeti Színház ügyelője és segédszínésze volt. Ezután Erdélyben volt rendező. 1937-től filmrendező volt. 1939–1940 között a(z) Városi Színház színész-rendezője volt. 1946–1947 között a Béke Színház titkáraként tevékenykedett.

## Színházi rendezései
- Greban: A Jézus Krisztusról szóló igazi Passio

## Filmjei
- Földindulás (1940)
- Ma, tegnap, holnap (1941)
- A beszélő köntös (1941)
- Isten rabjai (1942)
- Bajtársak (1942)
- Szováthy Éva (1944)
- Egy gép nem tér vissza (1944)
- A hangod elkísér (1944)